# Compañía de Ómnibus del Este S.A.

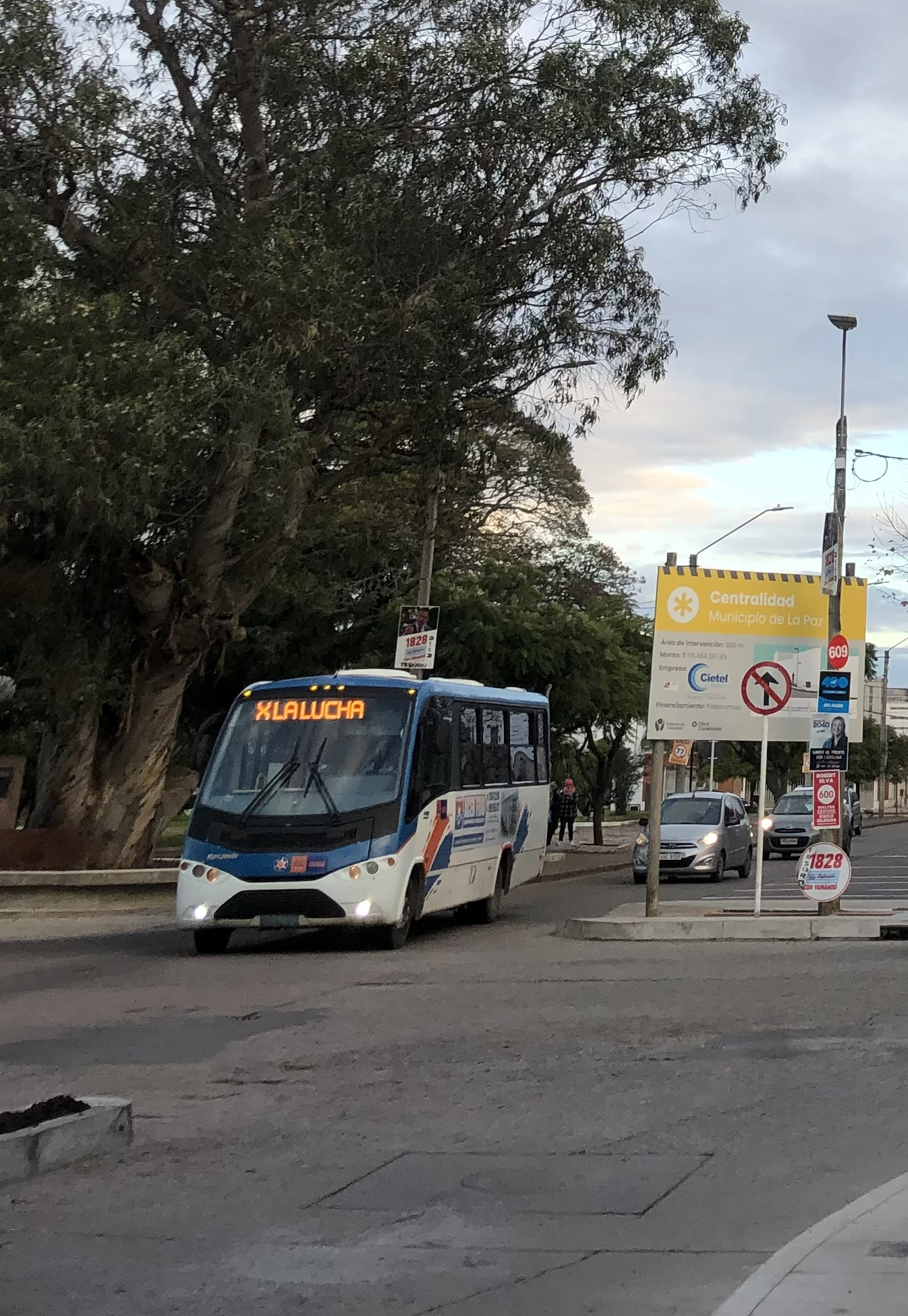
Avenida José Artigas en La Paz

La Compañía de Ómnibus del Este, más conocida por su sigla CodelEste, es una compañía de transporte del departamento de Canelones, con sede en las Piedras. Opera de forma ininterrumpida desde 1927.

## Historia
Fue fundada por Gregorio Caraballo el 18 de mayo de 1927, coincidiendo con una fecha sumamente importante para Uruguay y para la ciudad de Las Piedras, ya que se conmemoraba el aniversario de la Batalla de las Piedras.
Inicialmente comenzó a prestar sus servicios como una cooperativa de transporte, la cual brindaba servicios diarios y en destinos cercanos, sobre camiones carrozados en madera. En los años cincuenta se convierte en una sociedad anónima, y para ese entonces las carrocerías en madera, fueron sustituidas por carrocerías Bussing Nag de fabricación alemana, sobre el chasis de un camión. Aunque con el tiempo iría adquiriendo ómnibus de plataforma que las empresas de Montevideo dejaban fuera de servicio. 
A fines de los años setenta se adquiere el primer autobús Mercedes Benz 1113 con carrocería Independencia, además de la adjudicación de nuevas líneas, se crea el servicio internacional. 
En los años noventa con la adquisición de la empresa Cotan, fusiona nuevas líneas a sus servicios, en esos años, en el marco de la implantación del Sistema Nacional de Renovación de Flota a cargo del Ministerio de Transporte, adquiere sus primeras unidades directas de fábrica, las cuales eran procedentes de Brasil.
En 2009 es adquirída la Compañía Ómnibus BAres (COBA) y con ello la adjudicación de nuevas líneas, además de la flota que había pertenecido a la misma.
En septiembre de 2013 la empresa comienza a cubrir las líneas departamentales 1A Canelones - Juanico por Las Violetas, 2A Las Piedras - Santa Lucía y 2A Canelones - Santa Lucía por Paso Pache que eran operadas por la compañía Copsa. Actualmente estas líneas cuentan con otra denominación.

## Actualidad

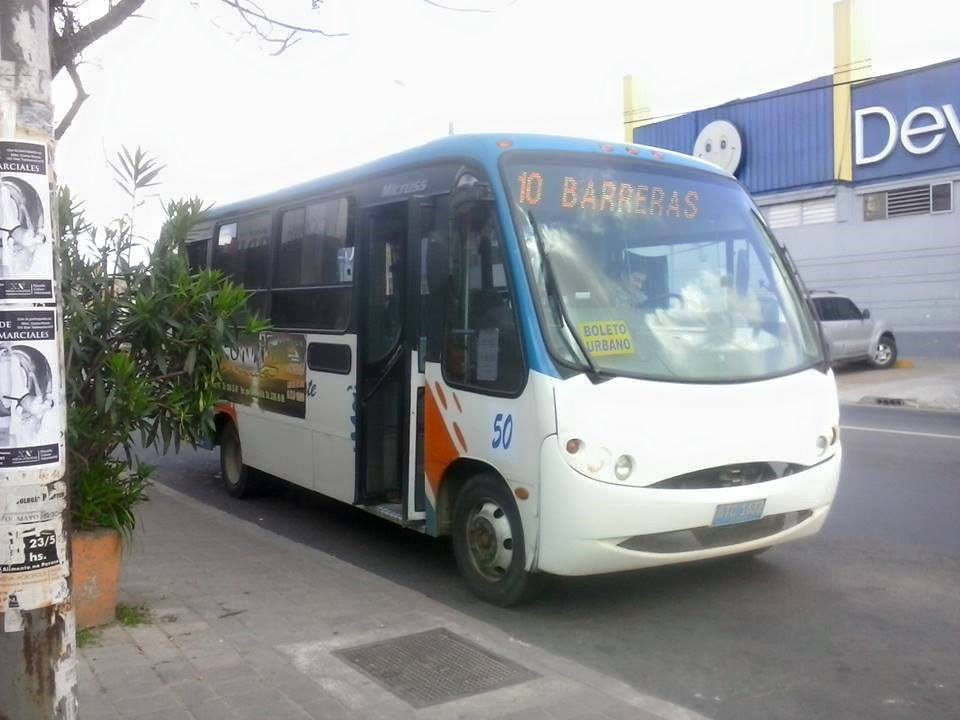
Línea 10 de CodelEste circulando por la Avenida Enrique Pouey en Las Piedras.

En 2019 se adquiere el primer coche eléctrico de la empresa, de la ciudad de Las Piedras y por ende, del departamento de Canelones. Dicho coche, totalmente eléctrico fue fabricado por Ankai Automobile, para dicha adquisición la compañía debió instalar en sus instalaciones paneles solares. Este coche no sería el único de la empresa, ya que posteriormente adquirió otros más. A pesar de ello, hoy día su flota aún se compone y se incorporan distintas unidades tanto a gasoil (mayormente del fabricante Caio Induscar) como eléctricas.
A partir de 2021 pasó a conformar el Sistema de Transporte Metropolitano, por lo cual todas sus líneas debieron modificar su denominación. En la actualidad, la empresa continúa siendo liderada por descendientes de su fundador.

## Líneas de ómnibus
Estos son las líneas de transporte colectivo que operan únicamente dentro del Departamento de Canelones.
| - A1 - A2 - A3 - A4 - A5 - A6 - A7 | - A9 - A10 - A11 - A12 - A13 - A14 | - A15 - A16 - A17 - A18 |

## Servicio internacional
En 1976 con la adquisición de un coche Mercedes-Benz comienzan a prestarse los servicios de turismo nacional e internacionales, el cual contó con destinos como Buenos Aires, o el Chuy. En la actualidad este servicio (junto a otros que adquirió a lo largo de los años) continúa prestándose, solo que en carácter de Turismo, por lo cual, también cuenta con una flota aproximada de veinte autobuses de carretera numerados desde el número 100 en adelante. En el año 2017 se incorpora a la flota un Marcopolo Paradiso 1200 con el interno 115, como primer coche 0km de este tipo dentro de la empresa y posteriormente se han ido incorporado más unidades.